# Кшук, Слиман
Слиман Кшук (фр. Sliman Kchouk, араб. سليمان كشك‎, род. 7 мая 1994, Бизерта, Тунис) — тунисский футболист, защитник клуба «Клуб Африкэн» и национальной сборной Туниса.

## Клубная карьера
Во взрослом футболе дебютировал в 2011 году выступлениями за команду клуба «Бизертен», цвета которой защищал до конца 2016 года, сыграв в 75 матчах чемпионата и выиграл в 2013 году Кубок Туниса.
В январе 2017 года подписал контракт с футбольным клубом «Клуб Африкэн».

## Выступления за сборную
4 января 2017 года дебютировал в официальных играх в составе национальной сборной Туниса в товарищеском матче против сборной Уганды.
В составе сборной стал участником Кубка африканских наций 2017 года в Габоне.

## Достижения
- Обладатель Кубка Туниса: 2013